# بانین (نویسنده)
امل‌بانو اسدالله‌اوا (ترکی آذربایجانی: Əsədullayeva Ümmülbanu) معروف به بانین، نویسنده آذربایجانی مقیم کشور فرانسه بود. او یکی از نمایندگان شاخص «ادبیات مهاجرت آذربایجانی» محسوب می‌گردد.

## زندگی‌نامه
امل‌بانو اسدالله‌اوا ۱۸ دسامبر سال ۱۹۰۵، در شهر باکو در امپراتوری روسیه چشم به دنیا گشود. او نواده میلیونرهای آذربایجانی- شمسی اسدالله‌یف و موسی نقی‌اف، و دختر میرزا اسدالله‌اف، میلیونر و وزیر صنعت و تجارت جمهوری دمکراتیک آذربایجان بود.
او آثار خود را با تخلص بانین می‌نوشته‌است. بانین به دنبال پدرش، در سال ۱۹۲۳ به پاریس مهاجرت کرد. سپس به استانبول رفته و آنجا از شوهرش که در سن ۱۵ سالگی به با او ازدواج اجباری کرده بود، طلاق گرفته و دوباره راه فرانسه را در پیش گرفت.
در آنجا، بعد از چندین سال، آشنایان ادبی اش از جمله آنری دو مونترلان، نیکوس کازانتزاکیس و آندره مالرو، از او خواستند تا اقدام به انتشار آثارش کند. بانین بقیه عمرش را به تبلیغ تاریخ و فرهنگ آذربایجان در فرانسه و اروپا پرداخت. «روزهایی در قفقاز» و «روزهایی در پاریس» از در زمرهٔ معروف‌ترین آثار این نویسنده به قرار دارند. بانین در این کتاب‌هایش تغییر کیش خود از اسلام به کاتولیسیزم رومی را بازگو می‌نماید.
قبل از مرگش، بانین چندین مقاله در موضوع وضع در آذربایجان به نگارش درآورد. او در سال ۱۹۹۲، در پاریس درگذشت.

## آثار معروف
- نامی (۱۹۴۲)
- روزهایی در قفقاز (۱۹۴۶)
- روزهایی در پاریس (۱۹۴۷- نشر مجدد در سال ۲۰۰۳)
- دیدارهایی با ارنست یونگر (۱۹۵۱)
- من تریاک را انتخاب کردم (۱۹۵۹)
- بعد (۱۹۵۹)
- فرانسه خارجی (۱۹۶۸)
- فراخوان آخرین فرصت (۱۹۷۱)
- پرتره ارنست یونگر: نامه‌ها، متون، ملاقات‌ها (۱۹۷۱)
- نمایش ارنست یونگر در قالب چهره‌های متعدد (۱۹۸۹)
- آنچه مریم به من گفته بود (۱۹۹۱)